# فرناندو دی لا روا
فرناندو دیروا (انگلیسی: Fernando de la Rúa) (زاده ۱۵ سپتامبر ۱۹۳۷ – درگذشته ۹ ژوئیه ۲۰۱۹) رییس‌جمهور سابق آرژانتین بود.